# Richard Jackson (évêque)
Richard Charles Jackson (né le 22 janvier 1961) est un évêque anglican britannique. Il est l'actuel évêque de Hereford et Clerk of the closet de l'Église d'Angleterre et ancien évêque suffragant de Lewes.

## Jeunesse
Jackson est né le 22 janvier 1961. Il étudie à la Latymer Upper School, puis à Christ Church, Oxford, où il obtient un baccalauréat ès arts (BA) en 1983. Il étudie au Cranfield Institute of Technology et obtient une maîtrise ès sciences (MSc) en 1985. En 1992, il s'inscrit au Trinity College de Bristol, un collège théologique évangélique anglican : il passe les deux années suivantes à étudier la théologie et à se former au ministère ordonné.

## Ministère ordonné
Jackson est ordonné dans l'Église d'Angleterre, comme diacre à Petertide 1994 (2 juillet), par Eric Kemp, évêque de Chichester, à la cathédrale de Chichester ;  et prêtre le Petertide suivant (2 juillet 1995), par Lindsay Urwin, évêque de Horsham, à Ste Marie, Horsham. Après une cure à Lindfield, il est vicaire de Rudgwick de 1998 à 2009 (également doyen rural de Horsham à partir de 2005), date à laquelle il devient conseiller pour la mission et le renouveau du diocèse de Chichester.

### Ministère épiscopal
Jackson est consacré évêque le 14 mai 2014 à l'abbaye de Westminster par Justin Welby, archevêque de Cantorbéry. À partir de ce moment-là, il est évêque de Lewes, évêque suffragant du diocèse de Chichester. Le 3 septembre 2019, il est nommé évêque de Hereford et son élection est confirmée le 7 janvier 2020. En tant qu'évêque de Hereford, il participe au couronnement de 2023 en tant que l'un des deux évêques adjoints de la reine Camilla.
Le 15 novembre 2023, Jackson est nommé Clerk of the Closet, chef du Collège des aumôniers de la Maison ecclésiastique du Souverain.
Jackson est évangélique et charismatique dans son sens de l'Église.